# Любешкин, Пётр Владимирович
Пётр Влади́мирович Любе́шкин (2 (15) января 1913, Московская губерния — 5 августа 1990, Москва) — советский актёр театра и кино. Заслуженный артист РСФСР (1978).

## Биография
Родился 2 (15 января) 1913 года в деревне Лапино (ныне Ступинский район, Московская область). В 1936 году окончил театральную студию.
Служил в ЛАБДТ имени М. Горького, МХАТ, ЦОКС (Алма-Ата).
Участник Великой Отечественной войны.
С 1946 года служил в Театре-студии киноактёра.
Умер 5 августа 1990 года. Похоронен в Москве на Калитниковском кладбище (уч. 27).

## Фильмография
1. 1956 — Сорок первый — Гужов
2. 1957 — Случай на шахте восемь — шахтёр на собрании
3. 1958 — Тихий Дон — Алексей Шамиль
4. 1958 — На дорогах войны — солдат с ломиком
5. 1958 — Звероловы — Зотов
6. 1958 — Олеко Дундич — красноармеец
7. 1958 — Сегодня увольнения не будет — Вершинин, секретарь горкома
8. 1960 — Тучи над Борском — Бочарников
9. 1960 — Яша Топорков — главный инженер
10. 1961 — Пять дней, пять ночей — Терентьев
11. 1961 — В трудный час — эпизод
12. 1961 — Две жизни — рабочий
13. 1961 — Дерсу Узала — бородач
14. 1961 — Мишка, Серёга и я — Вячеслав Андреевич, директор школы
15. 1961 — У крутого яра — Алексей Степанович, председатель колхоза
16. 1962 — Конец света — Егор Иванович, председатель колхоза
17. 1962 — Молодо-зелено — лейтенант милиции
18. 1962 — Чудак-человек — член суда
19. 1962 — У твоего порога — отец
20. 1963 — Слуша-ай!.. — Тимофеев
21. 1963 — Именем революции — Савельев Андрей, отец Петьки и Васьки
22. 1963 — Встреча на переправе — старый солдат
23. 1964 — Отец солдата — генерал
24. 1964 — Наш честный хлеб — Иван Иванович Рачук секретарь райкома партии
25. 1964 — Валера — Дмитрий Иванович
26. 1965 — Чёрный бизнес — бригадир ремонтников Трошин
27. 1965 — Двадцать шесть бакинских комиссаров — Павел
28. 1965 — Сквозь ледяную мглу — Ефим Петрович
29. 1966 — Женщины — Константин Иванович, мастер
30. 1966 — По тонкому льду — Омельченко, секретарь парторганизации автобазы
31. 1967 — Лунные ночи — Кузьмич
32. 1967 — Тихая Одесса — Афанасий Петрович Цигальков
33. 1967 — Зареченские женихи — Сергей Трифонов, отец Тани
34. 1967 — Дом и хозяин — Фёдор Батров
35. 1967 — И никто другой — Фёдор, брат Дарьи Васильевны
36. 1967 — Доктор Вера — Василий
37. 1968 — На войне как на войне — замполит Тимофей Васильевич
38. 1969 — Сердце Бонивура — Шишкин
39. 1969 — Золото — доктор
40. 1969 — Варькина земля — отец Вари
41. 1970 — Освобождение — подполковник Коркин
42. 1970 — Чёртова дюжина — солдат
43. 1970 — Один из нас — командир на проводимых соревнованиях (в начале фильма; с усами)
44. 1971 — Офицер запаса — Матвеич
45. 1972 — Всадники — лесник Андрей Кузьмич
46. 1972 — Пётр Рябинкин — Алексей Григорьевич Трушин, член завкома
47. 1973 — До последней минуты — Иван, председатель колхоза (нет в титрах)
48. 1973—1983 — Вечный зов — Силантий Савельев (отец братьев Савельевых)
49. 1974 — Совесть — Гаврила Карпович, односельчанин Дросова
50. 1975 — Афоня — дядя Паша Шевченко
51. 1976 — Встретимся у фонтана — Виталий Сергеевич, директор совхоза
52. 1976 — Стажёр
53. 1976 — Огненное детство — эпизод
54. 1976 — Аты-баты, шли солдаты… — Илья Иванович, тесть Константина
55. 1976 — Два капитана — старик Сковородников
56. 1976 — Быть братом — Иван Никифорович
57. 1977 — Хождение по мукам — старик Рублев
58. 1977 — Мимино — отец адвоката
59. 1977 — Позови меня в даль светлую — Фёдор Фёдорович, сосед Николая Веселова, учитель
60. 1978 — Живите в радости — Николай Матвеевич, председатель колхоза
61. 1979 — Крутое поле — дед Иван
62. 1980 — Алёша — Борис Ильич
63. 1985 — Жил отважный капитан — отец
64. 1989 — Из жизни Фёдора Кузькина — Андрей
65. 1990 — Комитет Аркадия Фомича